# Madonna del Latte (Previtali, Museo Adriano Bernareggi)
La Madonna del latte  è un dipinto olio su tavola di Andrea Previtali conservato presso la fondazione Adriano Bernareggi di Bergamo. La tavola è firmata ANDREAS.BER.PIN.

## Storia e descrizione
Il dipinto, di piccole dimensioni, fu probabilmente eseguito dal Previtali intorno al 1512, quando fece ritorno a Bergamo dopo il suo soggiorno a Venezia, dove aveva incontrato gli artisti veneziani, studiando presso la bottega Giovanni Bellini.
Il dipinto è una primo studio di quello presente in Accademia Carrara provenienza fondo Lochis del 1520.
Risulta facesse parte della collezione Rogni diventando di proprietà del bergamasco vescovo di Faenza-Modigliana Giuseppe Battaglia dal 1944 al 1976. Quando questi si ritirò a vita privata nella sua città natale vi portò anche il dipinto che divenne parte del fondo Adriano Bernareggi dopo la sua morte nel 1984. L'assegnazione al Previtali è stata confermata non solo da Longhi e da Mauro Pelliccioli ma anche della studio dal Chiappini. VI è inoltre una indicazione orale del vescovo Giovanni Milesi. 
L'attribuzione al Previtali è confermata anche dalla fisionomia della Madonna. Questa tiene il volto inclinato con lo sguardo abbassato sul figlio, e la bocca socchiusa. La medesima situazione è riscontrabile nel dipinto Madonna col Bambino ta i santi Giuseppe e Stefano, dipinto conservato in collezione privata ma prodotto dall'artista nel suo periodo bergamasco con una datazione intorno al 1513, anni in cui si avvicinò a Lorenzo Lotto appena giunto nella città orobica. Lo sfondo si presenta scuro nella parte dietro la Madonna che indossa un velo rosso vivo coperto da un manto nero. La veste bianca lascia vedere il seno a cui si aggrappa il Figlio. Il lato sinistro della tela offre un paesaggio sereno dove sono visibili le mura di una città con lo sfondo montagne azzurre. il Bambino è avvolto in un lenzuolo bianco, tiene il seno della madre con la mano sinistra. I piccolo piedi incrociati, sono la caratteristica che verrà poi riproposta, o anticipata dall'artista nella tela con medesimo soggetto conservata nella pinacoteca di Bergamo, tela che è databile nei medesimi anni.